# 수봉로 (인천)
수봉로(Subong-ro)는 인천광역시 미추홀구 숭의동에서 도화동까지 연결하는 인천광역시도로, 총 연장은 1.887 km이다. 도로의 명칭이 유래된 것은 수봉산(숭의동, 용현동, 도화동, 주안동에 걸쳐 있는 산)을 통과하는 도로이기 때문이다.

## 역사
- 2009년 9월 17일 : 도로명으로 수봉로를 고시

## 주요 경유지
- 미추홀구
  - 숭의동 - 용현동 - 주안동 - 도화동

## 접촉하는 도로
- 경인로
- 장천로
- 수봉안길
- 경인북길

## 주요 건물 및 시설
- 한국씨티은행 (수봉로 3/숭의동 53-6)
- 제물포맨션 3동 (수봉로 5/숭의동 53-24)
- 제물포맨션 5동 (수봉로 7/숭의동 53-31)
- 제물포치안센터 (수봉로 14/숭의동 51-26)
- 인천남중학교 (수봉로 16-23/숭의동 41-3)
- 새마을금고 제물포지점 (수봉로 22-1/숭의동 38-15)
- 더 패밀리 (수봉로 42/숭의동 31-46)
- 동부빌 (수봉로 63/숭의동 14-17)
- 파크뷰 (수봉로 73/숭의동 13-36)
- 영화빌라 (수봉로 75/숭의동 13-9)
- 미래아트빌 (수봉로 78/숭의동 12-1)
- 대승주택 (수봉로 125/주안동 660-64)
- 성주빌라 (수봉로 143/주안동 660-105)
- 두산빌리지 (수봉로 144/주안동 585-6)
- 가람빌리지 (수봉로 167/주안동 653-8)